# Sân bay quốc tế Vinh
Cảng hàng không quốc tế Vinh là sân bay quốc tế  của Việt Nam ở xã Nghi Liên, thành phố Vinh, tỉnh Nghệ An, có tọa độ 18°44'44' ' vĩ Bắc, 105°39'50' ' kinh Đông. 
Sân bay nằm cách trung tâm thành phố Vinh khoảng 6–7 km. Năm 2009, Cảng hàng không Vinh đã vận chuyển hơn 257.000 hành khách; năm 2013 đón trên 1.000.000 khách. Năm 2014 đạt gần 1.250.000 lượt khách. Năm 2015, dự kiến sân bay Vinh đạt 1,5 triệu lượt khách . Lượng hàng hóa vận chuyển qua sân bay Vinh năm 2012 đạt 1.805 tấn; năm 2013 đạt 1.500 tấn; năm 2014 đạt 2.990 tấn, (tăng 93,2% so với năm 2013). Số lần cất hạ cánh năm 2009 đạt 3.167 lượt chuyến, năm 2012 đạt 5.526 lượt chuyến; năm 2013 đạt 6.996 lượt chuyến; năm 2014 đạt 8.756 lượt chuyến, tăng 25,2% so với năm 2013.
Căn cứ vào tốc độ phát triển vận chuyển hành khách và hàng hóa trong những năm qua và xu thế tăng trưởng của các cảng hàng không trong cả nước, mức tăng trưởng của sân bay Vinh trong những năm tới vẫn giữ được với nhịp độ cao, dự báo trong năm 2012 – 2015 tốc độ tăng trưởng ở mức: 15 -30% năm, những năm 2015 -2020 tốc độ tăng trưởng: 8-15% năm; Giai đoạn 2020-2030 tăng trưởng 4-8% năm. Theo dự báo của Bộ Giao thông Vận tải, đến năm 2020, Cảng hàng không Vinh sẽ đạt 2,5 triệu hành khách/năm và đến năm 2030, đạt 7 triệu hành khách/năm
Sân bay Vinh do Tổng công ty cảng hàng không Việt Nam (NAA), một tổng công ty của Cục Hàng không Dân dụng Việt Nam, quản lý. Thủ tướng đã ký quyết định bổ sung Cảng hàng không Vinh vào mạng lưới quy hoạch sân bay quốc tế trong cả nước, công nhận và công bố sân bay Vinh thành sân bay Quốc tế. Sân bay có khả năng tiếp nhận cùng lúc 7 máy bay cỡ lớn như A320, A321, ATR72 hoặc tương đương.
Ngày 6/5/2021 và 7/5/2021, sân bay phối hợp với Trung tâm Kiểm soát bệnh tật tỉnh Nghệ An tổ chức tiêm vaccine phòng Covid-19 cho gần 340 cán bộ, nhân viên tại Cảng.
- Mã IATA: VII (theo tên của thành phố Vinh)
- Mã ICAO: VVVH

## Lịch sử
Cảng hàng không Vinh do thực dân Pháp xây dựng vào năm 1937 với đường cất – hạ cánh dài 1400 x 30m bằng đất và một vài công trình phụ trợ khác: sân đỗ máy bay, kho xăng dầu…Trước năm 1994, cảng hàng không Vinh hầu như không được đầu tư sửa chữa. Năm 1994, trước nhu cầu khai thác đường bay Hà Nội – Vinh – Đà Nẵng và ngược lại, nhà nước đã đầu tư trên 20 tỷ đồng để sửa chữa đường cất – hạ cánh, xây dựng nhà ga, đường lăn, sân đỗ. Năm 1995, hoàn tất công tác đầu tư sửa chữa và đưa vào khai thác thường lệ đường bay Hà Nội – Vinh – Đà Nẵng với tần suất 6 chuyến/tuần. Từ năm 1997, sân bay Vinh khai thác tuyến Vinh Đà Nẵng với tần suất 3 chuyến/tuần.
Từ năm 2001 – 2003, sân bay đã liên tục được đầu tư xây dựng các công trình như: đường lăn, sân đỗ máy bay, nhà ga hành khách dân dụng, các công trình quản lý bay, tháp chỉ huy…đặc biệt là cải tạo và kéo dài đường cất – hạ cánh đạt cấp 4C, tiếp nhận được các loại máy bay A320, A321 có giảm tải hoặc các loại máy bay tương đương. Sân bay Vinh ngày càng được phát triển, từng bước được xây dựng trở thành một cảng hàng không quốc tế hoàn chỉnh, đồng bộ và hiện đại đáp ứng được các nhu cầu khai thác sử dụng.

## Cơ sở hạ tầng
Sân bay quốc tế Vinh có một đường cất hạ cánh dài 2400 m, rộng 45 m, bề mặt bê tông at-phan. Sân đỗ máy bay (apron) có diện tích 38.438 m² đáp ứng cho 6 vị trí đỗ máy bay. Thiết bị dẫn đường: Hệ thống đèn tiệm cận; đèn thềm; đèn cánh thềm; đèn giới hạn đường CHC; đèn lề đường CHC; đèn lề đường băng
Hệ thống an ninh - an toàn: Hệ thống ngăn chặn - chống khủng bố; Hệ thống báo cháy, chữa cháy tự động; Hệ thống kiểm tra , giám sát an ninh, sao lưu dữ liệu; Phục vụ y tế khẩn cấp 24/7.
Nhà ga hành khách - Cảng hàng không Vinh được khởi công từ tháng 4/2014 do Tổng công ty Cảng hàng không Việt Nam làm chủ đầu tư, với tổng mức đầu tư gần 1.200 tỷ đồng. Bao gồm các hạng mục: Xây dựng nhà ga hành khách với tổng diện tích sàn khoảng 11.706 m²; hệ thống chiếu sáng trong và ngoài nhà ga; hệ thống cấp thoát nước nhà ga, sân đậu ô tô, hệ thống đường giao thông…. Dự án được quy hoạch dựa trên mục tiêu xây dựng hoàn chỉnh một nhà ga hàng không dân dụng tiện nghi, thẩm mỹ, hiện đại và chất lượng cao, đạt cấp dịch vụ theo tiêu chuẩn mức C (Level of service C) theo phân mức tiêu chuẩn phục vụ hành khách của IATA. Công trình nhà ga hành khách đã hoàn thành đưa vào sử dụng từ tháng 1/2015. Nhà ga có 2 tầng, gồm 4 cửa ra máy bay, trong đó tầng 1 phục vụ hành khách đến, tầng 2 phục vụ hành khách đi. Công suất khai thác 3 triệu hành khách/năm, đủ năng lực phục vụ 1.000 hành khách/giờ cao điểm. Bên trong nhà ga có 28 quầy làm thủ tục hàng không, 2 băng chuyền hành lý đi, 2 băng chuyền hành lý đến, 4 thang máy; trang bị đầy đủ hệ thống camera quan sát, máy soi chiếu an ninh, máy soi chiếu hành lý…
Ngày 23/2/2019.UBND Tỉnh Nghệ an và Tổng công ty hàng không Việt Nam(ACV) đã khánh thành nhà ga quốc tế Vinh đúng dịp Hội nghị gặp mặt các nhà đầu tư Xuân Kỷ Hợi 2019.Nhà ga quốc tế vinh gồm 2 tầng(được xây dựng trên cơ sở nhà ga cũ).Tầng 1 là Ga đi và ga đến,ga đi gồm 07 quầy thủ tục check-in,4 quầy thủ tục xuất cảnh và các dịch vụ ăn uống khác.Ga đến gồm 1 sảnh đến và 4 quầy Nhập cảnh.Tầng 2 là khu vực phòng chờ cách ly,gồm 2 cửa ra tàu bay.Năng lực phục vụ 800.000 lượt khách/năm. Cùng ngày,Hãng Bamboo airways đã khai trương 4 đường bay (Hà nội,Tp.HCM,Đà lạt và Buôn mê thuột).Chuyến bay quốc tế đầu tiên là từ Vinh đến Bangkok do hãng Vietjet Air khai thác,trong tương lai sẽ khai trương đường bay Vinh-Vientiane,Vinh-Tokyo,Vinh-Seoul và Vinh-Kuala Lumpur.Đánh dấu bước phát triển mới của Cảng hàng không Quốc tế Vinh,Sân bay lớn nhất khu vực Bắc Miền Trung.

## Các tuyến bay và các hãng hàng không hoạt động

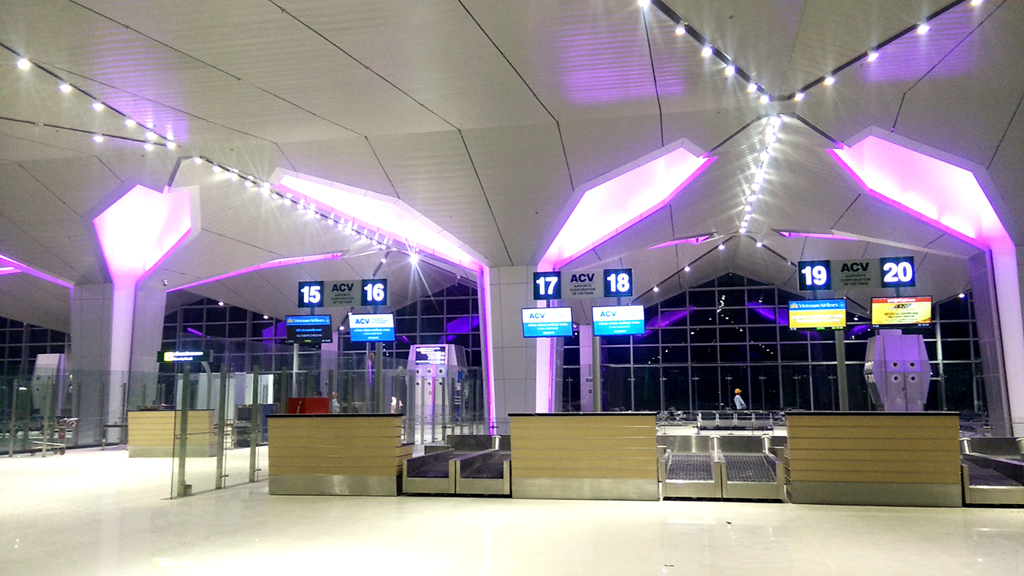
Khu vực check-in sân bay Vinh

Hiện nay, tại sân bay Vinh mặc dù là cảng hàng không quốc tế nhưng không có một đường bay quốc tế nào, các hãng hàng không Vietnam Airlines, VietJet Air,Bamboo Airways,Vasco,và Pacific Airlines đang khai thác bình quân 35 lượt chuyến bay/ngày. Riêng dịp Tết nguyên đán khai thác bình quân 40-64 chuyến/ngày.
| Hãng hàng không  | Các điểm đến                                                   |
| ---------------- | -------------------------------------------------------------- |
| Vietnam Airlines | Hà Nội,Thành phố Hồ Chí Minh                                   |
| Bamboo Airways   | Thành phố Hồ Chí Minh                                          |
| Pacific Airlines | Thành phố Hồ Chí Minh (tạm dừng bay)                           |
| VietJet Air      | Buôn Ma Thuột, Cần Thơ, Đà Lạt,Thành phố Hồ Chí Minh, Phú Quốc |

## Thống kê
| Năm  | Số lượt hành khách thông qua |
| ---- | ---------------------------- |
| 2009 | 257.000                      |
| 2010 | 396.948                      |
| 2011 | 530.000                      |
| 2012 | 700.000                      |
| 2013 | 1.000.000                    |
| 2014 | 1.250.000                    |
| 2015 | 1.566.821                    |
| 2016 | 1.780.000                    |
| 2017 | 1.800.000                    |
| 2018 | 1.880.000                    |
| 2019 | 1.950.000                    |
| 2020 | 2.000.000                    |
| 2021 | 1.450.000 (Bùng dịch Covid)  |
| 2022 | 2.600.000                    |

## Tương lai
Cùng với quy hoạch phát triển mở rộng về quy mô hoàn chỉnh, cơ sở hạ tầng kỹ thuật ngày càng hiện đại, Cảng hàng không Vinh sẽ có nhiều hãng hàng không quan tâm khai thác mở thêm nhiều tuyến bay mới nối các địa phương trong cả nước với thành phố Vinh, trung tâm kinh tế, văn hoá, thương mại và du lịch của khu vực Bắc Trung Bộ. Sân bay quốc tế Vinh cũng chính thức có các đường bay thẳng quốc tế Vinh - Viêng Chăn, Vinh - Singapore (hiện chuyến bay Vinh - Singapore phải dừng làm thủ tục tại sân bay quốc tế Tân Sơn Nhất). Trong tương lai gần, sẽ mở thêm một số đường bay quốc tế như Vinh – Thái Lan, Vinh - Đài Loan, Vinh - Hàn Quốc. Sau đó, Chính phủ dự kiến mở rộng Cảng hàng không Vinh thành cảng hàng không quốc tế với quy mô lớn, mở các tuyến bay đi Trung Quốc, Đông Bắc Á và các nước khác.
Dự án xây dựng nhà ga hành khách T2, công suất thiết kế 5 triệu hành khách/năm,bao gồm 1 triệu hành khách quốc tế và 4 triệu khách nội địa. tổng diện tích sàn nhà ga khoảng 16.500m2, khái toán tổng mức đầu tư khoảng 1.681 tỷ đồng; Dự án xây dựng sân đỗ máy bay trước nhà ga T2 với công suất thiết kế 7 vị trí đỗ máy bay code E, 2 vị trí đỗ máy bay code C, có tổng mức đầu tư khoảng 1.001 tỷ đồng. Các dự án này dự kiến bàn giao mặt bằng chậm nhất cuối quý II/2019, khởi công vào quý III năm 2019, hoàn thành đưa vào khai thác quý IV năm 2020.
Với quy mô chức năng phù hợp tại vị trí mới và phong cách kiến trúc hiện đại, bên cạnh việc đáp ứng nhu cầu vận chuyển hành khách theo dự báo, nhà ga mới mang tầm vóc của công trình hàng không của quốc gia sẽ nâng tầm vị thế của TP Vinh, Nghệ An và khu vực Bắc Miền Trung; góp phần thúc đẩy sự phát triển kinh tế, xã hội của vùng đất nhiều tiềm năng này.